# Hồ Magadi
Hồ Magadi là hồ nước mặn, nằm ở cực nam của Thung lũng Tách giãn Lớn trong lưu vực đá núi lửa đứt gãy, phía bắc hồ Natron, Tanzania. Trong mùa khô, 80% diện tích của nó được bao phủ bởi natri cacbonat và nổi tiếng với các loài chim lội nước, trong đó có chim hồng hạc.
Hồ Magadi là một hồ nước mặn, kiềm, có diện tích khoảng 100 km², nằm trong một lòng chảo nội lưu được hình thành bởi một địa hào. Hồ Magadi là một ví dụ về một "lòng chảo muối". Nước hồ là nước muối natri cacbonat đậm đặc, kết tủa một lượng lớn khoáng vật trona (natri sesquicacbonat, Na3(CO3)(HCO3)•2H2O). Có những nơi, muối dày tới 40 m. Độ mặn và tính kiềm của hồ được tạo ra từ các suối nước nóng mặn (nhiệt độ lên tới 86 °C) xả vào. Do đây là một khu vực khô cằn, nên xung quanh hồ ít có các dòng chảy bề mặt đổ vào hồ. Hầu hết các suối nước nóng nằm dọc theo bờ phía tây bắc và phía nam của hồ. Vào mùa mưa, một lớp nước mặn mỏng (độ dày < 1 m) che phủ phần lớn lòng chảo muối. Nhưng hiện tượng này không kéo dài, nước ngọt nhanh chóng bay hơi để lại một bề mặt muối rộng lớn. Trong hồ chỉ có một loài cá có thể sinh sống được, thuộc họ Cá hoàng đế, đó là loài cá Alcolapia grahami. Chúng sống trong các vùng nước nóng dưới 45 °C, có tính kiềm cao nằm xung quanh bờ hồ.
Cách đây vài nghìn năm, hồ Magadi không phải là một hồ nước mặn (trong thời gian từ cuối Pleistocen đến giữa Holocen), với một quần thể đa dạng các loài cá và thủy sinh vật tồn tại trong hồ, mà ngày nay có thể hình dung được qua các lớp trầm tích còn sót lại.